# Механошин, Кирилл Петрович
Кирилл Петрович Механошин (1915—1995) — советский офицер, участник Великой Отечественной войны, командир взвода 73-й гвардейской отдельной разведывательной роты 75-й гвардейской стрелковой дивизии 61-й армии 1-го Белорусского фронта, гвардии младший лейтенант, Герой Советского Союза (1945), позднее — гвардии старший лейтенант.

## Биография
Кирилл Петрович родился 28 марта 1915 года в деревне Еловка Верхотурского уезда Пермской губернии (ныне — Серовский городской округ Свердловской области) в крестьянской семье. Русский.
В 1922 году семья переехала в село Леуши (ныне — Кондинского района Ханты-Мансийского автономного округа Тюменской области). Окончив семилетку, начал работать в рыболовецком колхозе. В 1937 году призван на военную службу. Служил связистом в Красноярске. Окончил полковую школу младших командиров. После демобилизации в 1940 году вернулся в Леуши.
С началом Великой Отечественной войны в июле 1941 года снова призван в Красную армию и направлен на Дальний Восток. С марта 1943 года К. П. Механошин в действующей армии, на Центральном фронте. Командуя отделением разведчиков 73-й гвардейской отдельной разведроты 75-й гвардейской стрелковой дивизии, участвовал в битве на Орловско-Курской дуге, освобождал Белгород. Награждён медалью «За отвагу».
Был направлен на краткосрочные офицерские курсы. Летом 1944 года в звании младшего лейтенанта К. П. Механошин участвует в операции «Багратион», в освобождении городов Бобруйск, Барановичи, Белосток. В сентябре 1944 года 75-я гвардейская стрелковая дивизия была передана в состав 3-го Прибалтийского фронта, Механошин участвует в освобождении Латвии.

27-го октября 1944 года, действуя старшим группы захвата, гвардии младший лейтенант Механошин К. П. вместе со своими бойцами первым ворвался в траншеи противника, забросал противника гранатами, при этом убили 5 гитлеровцев и захватили одного контрольного пленного, который дал ценные сведения о противнике. Этим самым был выполнен приказ командования 75 ГСД о разведке боем и захвате контрольного пленного.
За боевые действия и умелое руководство группой захвата Механошин К. П. был награждён орденом Красной Звезды. Участвовал в освобождении города Риги.
С 1 января 1945 года 75-я гвардейская стрелковая дивизия вновь в составе 1-го Белорусского фронта. С нею К. П. Механошин участвует в Висло-Одерской операции.

Тов. Механошин, выполняя поставленную командованием дивизии задачу, в ночь на 17.4.1945 года первый форсировал водную преграду — реку Одер.
Со своей группой бойцов выбил противника из первой траншеи в районе дер. Ной-Глитцен, тем самым дал возможность переправиться остальным подразделениям дивизии, принимал на себя всю тяжесть, весь огонь противника. Сам со своей группой переходил несколько раз в атаку и рукопашные схватки. Захватил несколько панцыр-фаустов и станковый пулемет противника, которым отбивал восемь контратак противника.

Тов Механошин дрался как герой, храбро, не считаясь со своей жизнью. Противник несколько раз окружал его, но он правильно организовав круговую оборону, переходил в атаку, нанося противнику большие потери, улучшая положение подразделений. За день боев на поле боя осталось до 60 гитлеровцев. Противник всеми силами старался опрокинуть храбрецов обратно. К исходу дня тов. Механошин остался один и в момент 8-й контратаки героически отбивался из трофейного пулемета, удержав рубеж, завоеванный взводом.
Указом Президиума Верховного Совета СССР от 31 мая 1945 года за мужество и героизм, проявленные при форсировании реки Одер, захвате и удержании плацдарма на её западном берегу гвардии младшему лейтенанту Механошину Кириллу Петровичу присвоено звание Героя Советского Союза с вручением ордена Ленина и медали «Золотая Звезда».
Войну Механошин К. П. закончил 3 мая 1945 года с выходом 75-й гвардейской стрелковой дивизии к реке Эльба южнее города Виттенберге (земля Бранденбург, севернее Берлина).
Демобилизован в 1946 году в звании старшего лейтенанта. С 1946 по 1954 год служил в органах МВД. Член КПСС с 1957 года.
После увольнения переехал в Тюмень, где работал на камвольно-суконном комбинате.
Умер 11 мая 1995 года. Похоронен на Червишевском кладбище в Тюмени.

## Награды
- Медаль «Золотая Звезда» № 7003 Героя Советского Союза (31 мая 1945).
- Орден Ленина.
- Орден Отечественной войны 1-й степени.
- Орден Красной Звезды.
- Медаль «За отвагу».

## Память
- В городе Ханты-Мансийске на «Аллее славы» парка Победы установлен бюст Героя[5].
- В городе Тюмени на доме № 2 по ул. Мориса Тореза, где жил К. П. Механошин, установлена мемориальная доска[6].
- В селе Леуши Кондинского района ХМАО-Югры в 2005 году средней школе в честь 60-летия победы в Великой Отечественной Войне, присвоено имя выпускника школы Героя Советского Союза Механошина Кирилла Петровича. (При входе установлена мемориальная доска).[7]